# Пловізни
Пловізни (пол. Płowizny) — село в Польщі, у гміні Белжиці Люблінського повіту Люблінського воєводства.
Населення — 107 осіб (2011).

## Демографія
Демографічна структура станом на 31 березня 2011 року:
|          | Загалом | Допрацездатний вік | Працездатний вік | Постпрацездатний вік |
| -------- | ------- | ------------------ | ---------------- | -------------------- |
| Чоловіки | 54      | 9                  | 34               | 11                   |
| Жінки    | 53      | 10                 | 26               | 17                   |
| Разом    | 107     | 19                 | 60               | 28                   |